# One-Two-Go Airlines
One-Two-Go Airlines (code IATA : OG, code OACI : OTG), en Thaï: วัน-ทู-โก แอร์ไลน์, était une compagnie aérienne thailandaise, fondée en décembre 2003. Elle fut la première compagnie à bas coûts de Thaïlande. One-Two-Go Airlines était une filiale à 100 % de Orient Thai Airlines. À la suite du crash du vol 269 et à l'inscription de la compagnie sur la liste noire européenne le 8 avril 2009, la société mère n'utilise plus la marque One-Two-Go depuis juillet 2010. La flotte fut repeinte aux couleurs d'Orient Thai Airlines.

## Flotte
One-Two-Go Airlines exploitait en 2009, 10 appareils:

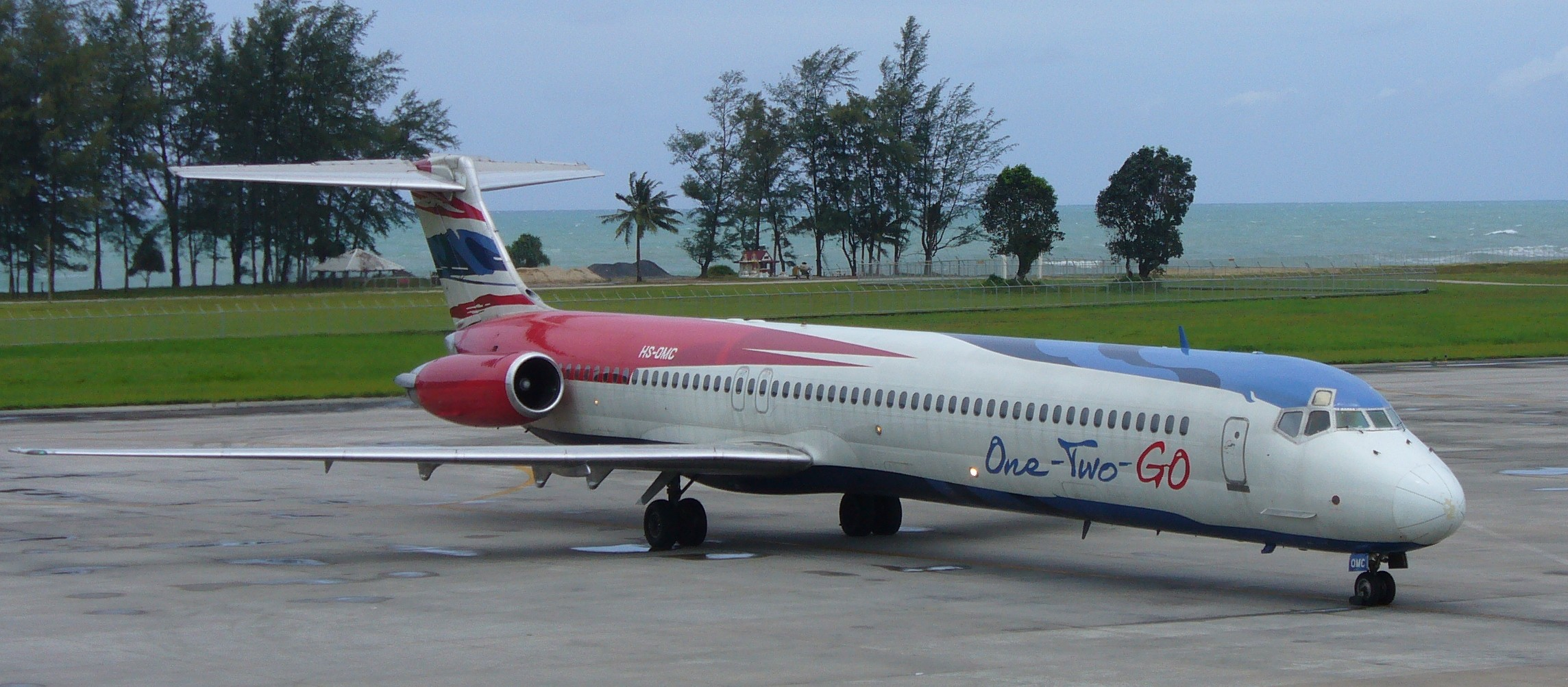
Un MD-82 de One-Two-GO

- 3 Boeing 747
- 5 McDonnell Douglas MD-82
- 1 McDonnell Douglas MD-83
- 1 McDonnell Douglas MD-87

## Catastrophe aérienne
Le 16 septembre 2007, le vol 269, un MD-82, s'écrase à l'atterrissage à l'aéroport de Phuket en faisant au moins 89 morts dont 9 français.
La Compagnie a fait l'objet d'une interdiction d'exploitation dans l'espace européen ("liste noire" européenne) du 8 avril 2009 jusqu'à sa fermeture.